# Geodèsia
La geodèsia és una branca de la geofísica que estudia la forma i les dimensions de la Terra i del camp de gravetat. Generalment, es divideix en la geodèsia fonamental, que estudia la forma tridimensional i la geodèsia aplicada o la mesura de superfícies en dues dimensions segons la definició tradicional del geodesista alemany Friedrich Robert Helmert (1843-1917) als seus dos llibres sobre les teories físiques i matemàtiques de la geodèsia fonamental. El mot prové del grec antic γῆ (gè, Terra) i δαίω (daio, dividir).
Pel desenvolupament tecnològic de mitjan segle xx s'adoptà la següent definició va eixamplar-se i incloure-hi la mesura i la descripció del camp de gravetat, en tres dimensions canviants al llarg del temps, variables en el temps espai.

## L'objectiu de la geodèsia
La geodèsia subministra, amb les seves teories i els resultats dels seus mesuraments i càlculs, la referència geomètrica per a les altres geociències com també per a la geomàtica, els sistemes d'informació geogràfica, el cadastre, la planificació, l'enginyeria, la construcció, l'urbanisme, la navegació aèria, marítima i terrestre, entre d'altres, i fins i tot per a aplicacions militars i programes espacials.
La geodèsia superior o geodèsia teòrica, dividida entre la geodèsia física i la geodèsia matemàtica, tracta de determinar i representar la figura de la Terra en termes globals; la geodèsia inferior, també anomenada geodèsia pràctica o topografia, aixeca i representa parts menors de la Terra on la superfície pot considerar-se plana. Per a aquesta finalitat podem considerar algunes ciències auxiliars, com és el cas de la cartografia, de la fotogrametria, del càlcul de compensació i de la teoria d'errors d'observació, cadascuna amb diverses subàrees.
A més de les disciplines de la geodèsia científica, hi ha una sèrie de disciplines tècniques que tracten problemes de l'organització, administració pública o aplicació de mesuraments geodèsics com, per exemple, la cartografia sistemàtica, el cadastre immobiliari, el sanejament rural, els mesuraments d'enginyeria i el geoprocessament.

### Geodèsia teòrica

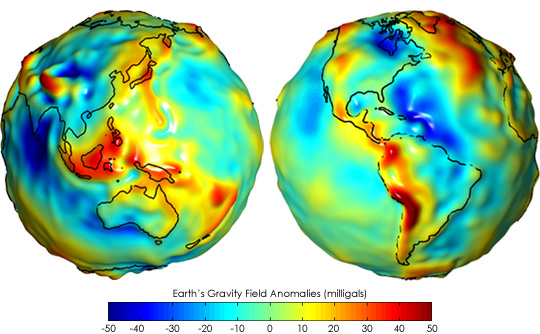
Anomalies gravimètriques a la Terra

L'observació i descripció del camp de gravetat i la seva variació temporal, és considerada el problema de major interès en la geodèsia teòrica. La direcció de la força de gravetat en un punt, és produït tant per la rotació de la Terra i per la massa terrestre, com també de la massa del Sol, de la Luna i dels altres planetes, i el mateix com la direcció de la vertical (o de la plomada) en algun punt. La direcció del camp de gravetat i la direcció vertical no són idèntiques. Qualsevol superfície perpendicular a aquesta direcció és anomenada superfície equipotencial. Una d'aquestes superfícies equipotencials (la Geoide) és aquella superfície que més s'aproxima al nivell mitjà del mar. El problema de la determinació de la figura terrestre és resolt per a un determinat moment si és conegut el camp de gravetat dins d'un sistema espacial de coordenada. Aquest camp de gravetat també pateix alteracions causades per la rotació de la Terra i també pels moviments dels planetes (marees). Igual que les marees marítimes, també l'escorça terrestre, a causa de les mateixes forces, pateix deformacions elàstiques: les marees terrestres. Per a una determinació del geoide lliure d'hipòtesis, es necessiten, en primer lloc, mesuraments gravimètrics, a més de mesuraments astronòmics, triangulacions, anivellacions geomètriques i trigonomètriques i observacions per satèl·lit.

### Geodèsia física

Esquema mostrant: (1) la superfície dels oceans, (2) l'elipsoide, (3) la direcció de la plomada, (4) els continents, (5) el geoide.

La major part dels mesuraments geodèsics s'aplica a la superfície terrestre, on, per a fins de determinacions planimètriques, són marcats punts d'una xarxa de triangulació. Amb els mètodes exactes de la Geodèsia matemàtica es projecten aquests punts en una superfície geomètrica, que matemàticament ha de ser ben definida. Amb aquesta finalitat se sol definir un el·lipsoide de rotació o El·lipsoide de referència. Hi ha una sèrie d'el·lipsoides que abans van ser definits per a les necessitats de tot just un país, després per als continents, avui per al globus sencer, en primer lloc definits en projectes geodèsics internacionals i l'aplicació dels mètodes de la Geodèsia de satèl·lits. A més del sistema de referència planimètrica (xarxa de triangulació i l'el·lipsoide de rotació), hi ha un segon sistema de referència: el sistema de superfícies equipotencials i línies verticals per als mesuraments altimètriques. Segons la definició geodèsica, l'alçada d'un punt és la longitud de la línia de les verticals (corba) entre un punt P i el geoide (alçada geodèsica). També es pot descriure l'alçada del punt P com la diferència de potencial entre el geoide i aquella superfície equipotencial que conté el punt P. Aquesta altura és anomenada de Cota Geopotencial. Les cotes geopotencials tenen l'avantatge, comparant-les amb alçades mètriques o ortomètriques, de poder ser determinades amb alta precisió sense coneixements de la forma del geoide (Nivelació). Per aquesta raó, en els projectes d'anivellament de grans àrees, com a continents, se solen fer servir cotes geopotencials, com en el cas de la compensació de la 'Xarxa única d'Altimètria d'Europa'. En cas de tenir una quantitat suficient, tant de punts planimètrics com també altimètrics, es pot determinar el geoide local d'aquella àrea.
L'àrea de la Geodèsia que tracta de la definició local o global de la figura terrestre generalment és anomenada de Geodèsia Física, per a aquella àrea, o per a les seves subàrees. També s'usen termes com Geodèsia dinàmica, Geodèsia per satèl·lit, Gravimetria, Geodèsia astronòmica, Geodèsia clàssica, Geodèsia tridimensional.

### Geodèsia cartogràfica

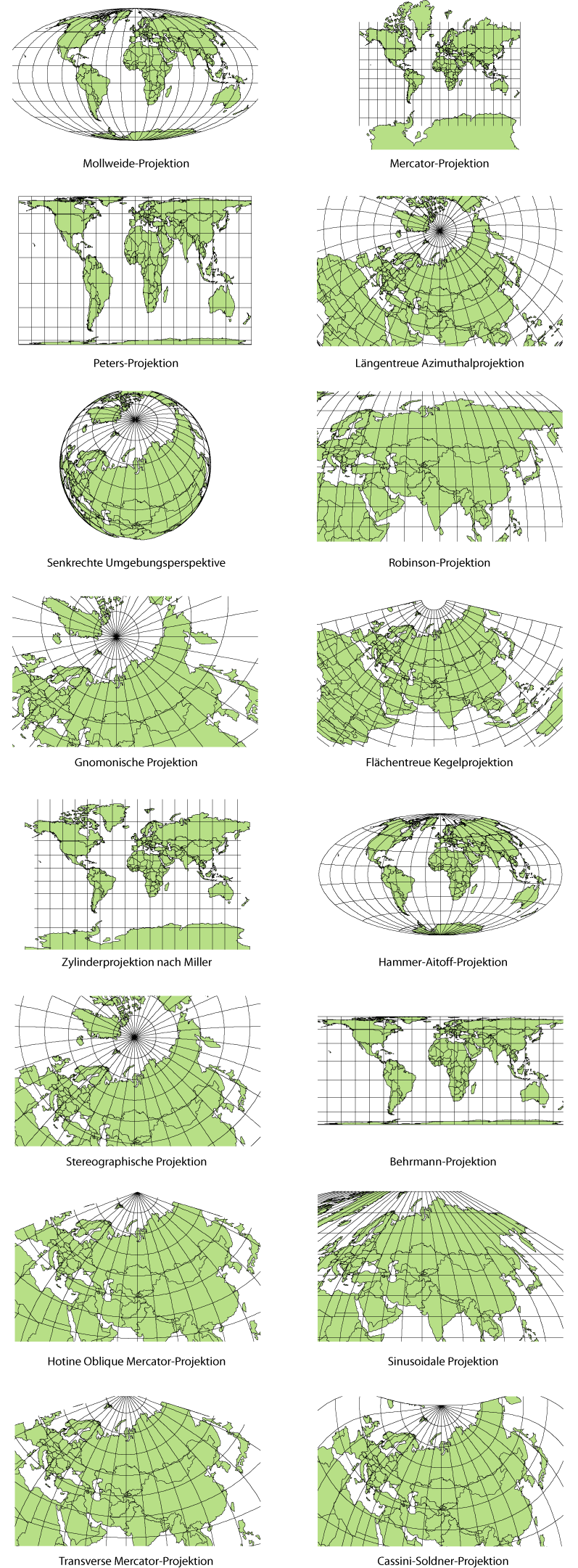
Diverses projeccions.

A la Geodèsia matemàtica es formulen els mètodes i les tècniques per a la construcció i el càlcul de les coordenades de xarxes de punts de referència per a l'aixecament d'un país o d'una regió. Aquestes xarxes poden ser referenciades per a noves xarxes d'ordre inferior i per a mesuraments topogràfiques i registrals. Per als càlculs planimètrics moderns s'usen tres diferents sistemes de coordenades, definits com a 'projeccions conformes' de la xarxa geogràfica de coordenades: la projecció estereogràfica (per a àrees de petita extensió), la projecció 'Lambert' (per a països amb grans extensions en la direcció oest-est) i la projecció Mercator transversal o projecció transversal de Gauss (p.e. UTM), per a àrees amb més extensions meridionals.
Segons la resolució de la IUGG (Roma, 1954) cada país pot definir el seu propi sistema de referència altimètrica. Aquests sistemes també són anomenats 'sistemes altimètrics d'ús'. Aquests sistemes d'ús són, per exemple, les alçades ortomètriques, que són la longitud de la línia vertical entre un punt P i el punt P', que és la intersecció d'aquella línia de les verticals amb el geoide. Es determina aquesta altura com la cota Geopotencial c a través de la relació, on és la mitjana de les acceleracions de gravetat acompanyant la línia PP', un valor que no és commensurable directament, i per determinar-ho cal més informacions sobre la variació de les masses a l'interior de la Terra. Les alçades ortomètriques són exactament definides, el seu valor numèric es determina amb prou feines aproximadament. Per a aquesta aproximació es fa servir també la relació (fórmula) on la constant és la mitjana de les acceleracions de gravetat.
La geodèsia s'aplica força pel que fa a àrees de mapeigs i en termes de mesuraments de terrenys (cadastre).

## La forma de la terra
La representació habitual és com una esfera. En realitat, però, té més forma d'el·lipsoide (o sigui una esfera aixafada pels pols), o millor dit un geoide, una superfície teòrica de la Terra en tots els punts de la qual la direcció de la gravetat és vertical.
Com que és molt complicat tractar de trobar coordenades que segueixin punt a punt la forma del geoide, la gran majoria dels geofísics han optat per treballar amb una forma més simple, l'el·lipsoide. Els paràmetres que defineixen la forma i la posició de l'el·lipsoide emprat són el datum. Les mesures geodèsiques es basen en un meridià nord-sud autèntic definit per l'eix de rotació de la Terra. D'aquesta feina se n'encarreguen els topògrafs realitzant sobre el terreny el que s'anomena aixecament geodèsic.
Si, normalment, per definir el centre d'un territori determinat, per exemple, d'un país, es prenen les fronteres extremes, les seves latituds corresponents, i del punt equidistant entre elles s'obté el «centre geogràfic», el «centre geodèsic» es trobarà gairebé sempre desviat respecte del centre geogràfic.

## Branques de la geodèsia
Tradicionalment la geodèsia s'ha dividit en dues branques, la geodèsia física i la geodèsia geomètrica.
- La geodèsia física seria l'encarregada d'esbrinar la forma de la terra a partir de la funció potencial. La funció potencial s'obté a partir de mesures de gravetat, models de isostàcia, densitats de l'escorça...
- La geodèsia geomètrica descriu la forma de la terra a partir de mesures geomètriques d'aquesta, com puguen ser distàncies, angles i observacions de satèl·lits…

D'altra banda es poden fer altres divisions, atenent a l'extensió (geodèsia global, geodèsia regional, microgeodèsia…), a les dimensions (Bidimensional, tridimensional, tetradimensional...) o a la metodologia (clàssica, espacial...).

## Sistemes de referència geodèsics

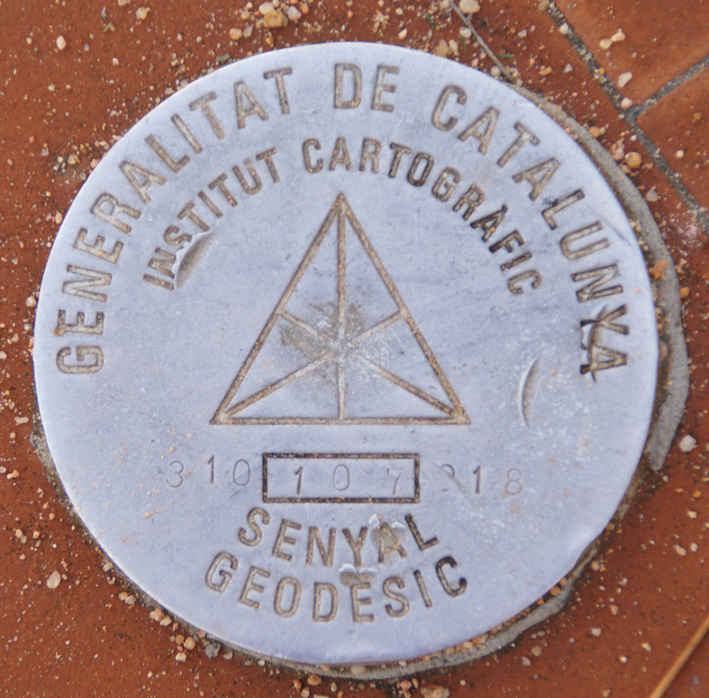
Senyal geodèsic de l'Institut Cartogràfic de Catalunya (ICC) a l'Ermita de Sant Elm a Sant Feliu de Guíxols

Un sistema de referència consisteix en la descripció del paràmetres mínims per a determinar la posició d'un punt a l'espai, així com de la metodologia per a realitzar les observacions pertinents. La materialització del sistema de referència es coneix com a marc de referència, i en el cas de la geodèsia parlem de les xarxes geodèsiques o els satèl·lits.
La geodèsia s'encarrega de la definició dels sistemes de referència, també dels elipsoides de referència de cada sistema. Recordem que un elipsoide és una figura que s'aproxima a la forma de la terra i que s'ajusta a aquesta en funció d'una sèrie d'observacions. Antigament els elipsoides s'ajustaven de forma local, és a dir, a una regió concreta de la terra i, per tant, només eren útils en aquesta regió. Actualment, amb les noves tècniques especials, el elipsoides estan globalment adaptats, presentant discrepàncies entre el geoide i el elipsoides inferiors a 20 metres en tot el globus.
Sistemes de referència
- ED50 European Datum 1950
- ETRS89 Europe Terrestial Reference System 1989
- WGS84 World Geodetic System 1984
- ITRF International Terrestial Reference System

## Elipsoides de referència
Un el·lipsoide de referència és una figura matemàtica que s'empra per a representar els cossos estel·lars. Els el·lipsoides de referència terrestres mantenen dos eixos de revolució mentre que alguns planetes com Mart poden ser representats amb el·lipsoides de 3 eixos. En el cas dels sistemes de referència terrestre troben dos tipus d'eŀipsoides, els localment adaptats y els globalment adaptats. Els el·lipsoides locals només s'adapten a una regió concreta del planeta, presentant grans diferències amb el geoide una volta s'allunyen de la zona de treball. Aquest el·lipsoides s'empraven en els sistemes de referència antics com l'ED50 que sols servia per a Europa y en la península Ibèrica ja presentava errors de 10ppm. Els el·lipsoides locals s'adapten a la zona mitjançant el punt astronòmic fonamental de la xarxa. També, per tal que el semieix menor de l'el·lipsoide fos paral·lel a l'eix de rotació terrestre es realitzaven observacions estel·lars en diferents vèrtex de la xarxa i es plantejava l'equació de Clariaut.
En l'actualitat les metodologies anteriors han quedat obsoletes front a l'ús generalitzat dels sistemes de posició globals (GPS, Glonas, Compass, Galileo…) i altres metodologies d'observació com SLR, VLBI... Amb un millor coneixement de la geometria de la terra es poden definir el·lipsoides que s'adapten a tot el globus terràqüi amb errors mínims. La discrepàncies ha passat de més de 200 metres a menys de 20 metres en qualsevol part del planeta.

### Locals
- Hayford a = 6.378.388 m 1/f = 1/297
- Struve a = 6.378.298 m 1/f = 1/295
- Bessel a = 6.377.397 m 1/f = 1/299

### Globals
- WGS84 a = 6378.137 1/f = 1/298.257
- GRS80 a = 6378.137 1/f = 1/298.257
- PZ90 a = 6378.137 1/f = 1/298.257

## Científics i contribucions a la geodèsia
En l'antiguitat: Terra esfèrica
- Tales de Milet[6]
- Pitàgores[7]
- Aristòtil[6]
- Eratòstenes[8]
- Hiparc[9]
- Ptolemeu[10]
- Al-Biruní (973-1048) introdueix tècniques de mesurament de la terra per triangulació, i calcula que el radi de la Terra hauria de ser 6.339,6 km[11]

Segles XVIII a XIX: Terra elipsoidica
- Carl Friedrich Gauß: Definició de geoide.
- Friedrich Bessel: Primera determinació precisa de la forma de la terra.
- Georg Friedrich Bernhard Riemann: Geometria diferencial.
- Humboldt: Estudi de la física de la terra.
- Helmert: Formalització dels fonaments matemàtics i físics de la geodèsia.
- Laplace: Teoria de marees.
- Legendre: Mínims quadrats.
- Fourier: Teoria del potencial.
- Fizeau: Mesura de la velocitat de la llum.
- Coriolis: Acceleració dels cossos en moviment.
- Foucault: Demostració de la rotació de la terra.
- Euler: Mecànica dels cossos físics.
- Newton: Llei de gravitació universal, òptica.[12]
- Cavendish: Càlcul de la constant de gravitació.
- James Hutton: Teoria de l'evolució de la superfície terrestre.
- Maxwell: Propagació d'ones electromagnètiques.
- Airy: Teoria isostàtica.[13]
- John Partt: Teoria isostàtica.[13]
- Stokes: Determinació de la forma de la terra a partir de mesures de gravetat.
- Albert Einstein: Teoria general i especial de la relativitat.
- Michelson: Determinació precisa de distàncies emprant ones electromagnètiques.
- Molodenskii: Replantejament de les metodologies clásiques.

Geodesistes famosos
- Eratòstenes
- Friedrich Wilhelm Bessel
- Ernst Heinrich Bruns
- Carl Friedrich Gauss
- Jack William Hayford
- Friedrich Robert Helmert
- Pierre-Simon Laplace
- Adrien Marie Legendre
- Helmut Moritz
- Johann Georg von Soldner
- George Gabriel Stokes
- Mijail Molodensky
- Carlos Ibáñez de Ibero
- Pierre Bouguer
- Manuel Chueca Pazos
- Vicente Inglada Ors

## Instruments geodèsics
- Regle d'Ibáñez-Saavedra
- Estadía Horizontal
- Fils invar
- Teodolit
- Taquímetre
- Estació total
- Distanciòmetre
- Receptor GNSS
- Gravímetre
- Nivell geodèsic
- Càmera estel·lar